# Катанов, Николай Фёдорович
Николай Фёдорович Ката́нов (6 [18] мая 1862, местность Изюм (Узюм) у села Аскиз — 9 марта 1922, Казань) — российский тюрколог, профессор Императорского Казанского университета и Казанской духовной академии, доктор сравнительного языкознания, этнограф, фольклорист, общественный деятель. Считается первым хакасским учёным. Действительный статский советник (1915).
Родился в семье улусного писаря. В 1876—1884 годах обучался в Красноярской гимназии, которую окончил с золотой медалью. В 1884—1888 годах был студентом факультета восточных языков Санкт-Петербургского университета. По рекомендации В. В. Радлова был отправлен в этнографо-лингвистическую экспедицию в Сибирь и Восточный Туркестан для изучения языков и быта тюркских племён. В 1889—1892 годах исследовал народы Хакасии, Тувы, Семиречья, Тарбагатая и Синьцзяна. Поскольку получить место в Петербургском университете не удалось, в 1894 году Катанов переехал в Казань, проработав в этом городе 28 лет до самой своей кончины. В 1903 году защитил диссертацию на соискание степени магистра — «Опыт исследования урянхайского языка», в 1907 году утверждён доктором сравнительного языкознания по совокупности трудов. В 1911—1917 годах преподавал преимущественно в Казанской духовной академии. Ординарный профессор Духовной академии с 1915 года, в 1919 году избран профессором Казанского университета по всероссийскому конкурсу, результаты которого были утверждены Наркомпросом в 1921 году.
Н. Ф. Катанов состоял членом двух иностранных обществ: Société des sciences et lettres (Лёвен) и Ungarische ethnographische Gesellschaft (Будапешт), также членом-корреспондентом финно-угорского общества (Гельсингфорс), действительным членом императорского Русского географического общества (с 1894), Русского археологического общества, Императорского общества любителей естествознания, антропологии и этнографии в Москве, туркестанского кружка любителей археологии в городе Ташкенте, был действительным членом казанского и семипалатинского статистических комитетов. В 1898—1914 годах Н. Ф. Катанов возглавлял Общество археологии, истории и этнографии при Казанском университете и вновь стал его председателем в 1919 году. Также активно занимался общественной деятельностью, особенно в области пропаганды трезвости. Его научные работы продолжают издаваться и переиздаваться в XXI веке.

## Происхождение
Николай Фёдорович Катанов родился 6 (18) мая 1862 года в Тураковском улусе — степной местности в 16 км от села Аскиз на левом берегу реки Абакан — и при рождении получил хакасское имя Пора́, сын Хызыла (хак. Пора Хызыл оғлы); по хакасски имя его означает «Сивый». В автобиографии для словаря С. А. Венгерова в 1897 году Катанов писал:

Отец мой был татарин племени Сагай, а мать татарка племени Каш, колена Пюрют, отец по профессии был улусный писарь своего племени. Как я, так и родители мои — христиане православного вероисповедания. Родители и все предки исповедовали христианство, которое введено в долину Абакана в XVIII столетии, и вместе с тем открыто держались шаманских обрядов: участвовали в жертвоприношениях духам гор, воды, огня и неба и молились этим духам как покровителям домашнего скота и людей.
Род Катановых принадлежал к хакасскому сеоку (клану, дословно «кости») пурут (пюрют), относящемуся к сагайцам. По разным источникам мать Николая Фёдоровича носила фамилию Чаптыкова или Кизекова, звали её Мария (по-хакасски Чамах). Относилась она к сеоку хасха (каш) и роду Шалошин, то есть она была качинка. Родители Катанова, придерживаясь одновременно традиционных шаманских верований и православия, не состояли в церковном браке, поэтому в метрическом свидетельстве Николай числился незаконнорождённым. Старший его брат — тоже Николай (1858-1892) — стал впоследствии священником Усть-Есинской церкви Минусинского округа, в семье также была дочь Мария. Как и все хакасы, семья вела полукочевой образ жизни: тёплую половину года проводили на летнике в Сагайской степи, а в холодное время жили на берегу реки Абакан близ озера Саркагель.
В государственном архиве Красноярского края в фонде 824 «Минусинское духовное правление» сохранились метрические книги, в одной из которых под № 90 значилась запись о крещении Николая Катанова. Эта запись подтверждает дату его рождения 6 мая по старому стилю; крещён он был 15 (27) мая. В те времена для «инородческого населения» точные даты рождения указывались редко, но в данном случае, по мнению А. С. Нилогова, было сделано исключение, поскольку отец крещаемого был уездным писарем. Запись подтверждает, что мать Катанова носила фамилию Кизекова, и что она приходилась Фёдору Семёновичу Катанову «незаконной женой». В 1876 году в запись было добавлено примечание, что 13 августа датирована «справка по прошению», вероятно, для поступления в Красноярскую гимназию.

## Образование (1869—1884)

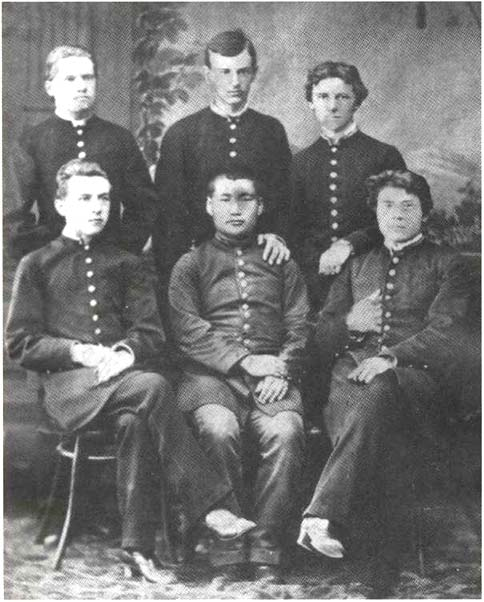
Группа учащихся Красноярской гимназии. Катанов сидит в центре. Не позднее 1884 года

В 1869 году Николай Катанов был зачислен в только что открывшееся в Аскизе одноклассное сельское училище, в котором преподавал его дядя Ефим Семёнович, совмещавший должности письмоводителя степной думы, церковного старосты, лавочника и т. д. Серьёзного образования в училище получить было нельзя, но в Аскизе держал дом и перевалочную базу красноярский золотопромышленник П. И. Кузнецов, обладавший библиотекой и стремившийся просвещать местных «инородцев». Школа в Аскизе располагалась в его собственном доме, а книгами Николай широко пользовался для самообразования.
Первым учителем Катанов называл И. И. Каратанова — служащего Кузнецова, также обладавшего небольшим собранием книг о народах Сибири; именно он привил Николаю глубокий интерес к культуре и истории тюркских народов. После кончины отца в 1874 году Николай, летом работавший пастухом, поступил под опеку своего дяди, который устроил его писарем в Аскизскую степную думу. За два года службы Катанов освоил русскую грамоту и каллиграфию. Испытывая потребность в продолжении образования, в 1876 году Николай принял решение поступать в Красноярскую гимназию. В этом ему мог помочь П. И. Кузнецов, являвшийся тогда городским головой Красноярска. Заручившись рекомендациями И. И. Каратанова, Николай на лодке по Абакану и Енисею добрался до города и был зачислен в гимназию.
В фонде Красноярского краеведческого музея сохранились материалы, свидетельствующие, что до поступления в гимназию Николай Катанов окончил Красноярскую учительскую семинарию. На фото 15 июня 1878 года он запечатлён в составе третьего выпуска этого учебного заведения с автографом директора И. В. Савенкова. Сохранилось и письмо от ученика учителю и директору, где говорится: «Об учительской семинарии 1876—1884 гг. у меня сохранились самые тёплые воспоминания, тогда как гимназические годы прошли бесцветно».
В Красноярске Катанов столкнулся с тяжёлой нуждой, которая преследовала его на протяжении всей жизни. От отца ему досталось 100 рублей, которых было совершенно недостаточно. Катанов, помимо того, что все 8 лет учёбы был первым учеником, вынужден был подрабатывать репетитором, а иногда и батрачить летом в семьях более успешных товарищей. В числе его подопечных по репетиторству были дети купцов — Арсений Ярилов и Вера Емельянова. Катанов-гимназист отличался усидчивостью и прилежанием, учение давалось ему легко. Сохранились похвальные листы за второй, четвёртый и седьмой классы. За все восемь лет обучения он не допустил ни одного опоздания или нарушения дисциплины и только в восьмом классе переполошил всю гимназию, не появившись на уроке. Директор отправил на квартиру Катанова гимназического надзирателя, и тот обнаружил, что добросовестному ученику пришло в голову хотя бы раз в жизни не пойти на занятия.
В гимназии началось формирование Н. Ф. Катанова как учёного. В материалах для словаря С. А. Венгерова он писал:

С 1880 года, то есть с IV класса гимназии, под влиянием учителя истории и географии А. К. Завадского-Краснопольского, действительного члена Восточносибирского отделения Географического общества, я занимался записыванием сагайских текстов и описанием обычаев своего племени. Благодаря знакомству с сочинениями учёных В. В. Радлова, М. А. Кастрена и Н. А. Кострова я значительно дополнил свои записи и впоследствии напечатал их в разных изданиях.
В 1883 году статью Катанова «Описание шаманского бубна и костюма» опубликовал Г. Н. Потанин в своей книге «Очерки Северо-западной Монголии». В 1884 году Николай Фёдорович отправил рукопись грамматики сагайского языка в Петербургскую Академию наук, где её подали на рассмотрение Н. И. Ильминскому. По мнению ряда современных исследователей (в частности, Г. И. Исхакова и Г. С. Амирова), в этой неопубликованной работе уже присутствовали зачатки сравнительно-исторического подхода к изучению тюркских языков, характерного для зрелого Катанова. Однако Ильминский незаслуженно раскритиковал работу, хотя и отметил даровитость Катанова именно как этнографа и лингвиста.
В 1884 году Катанов окончил Красноярскую гимназию с золотой медалью и твёрдо намеревался получить тюркологическое образование и стать учёным. Первоначально (возможно, под влиянием брата-священника) он думал о поступлении в Казанскую духовную академию. Получив разрешение («приговор») Аскизской степной думы, Катанов отправился в Казань, но обнаружил, что преподавание восточных языков в Казани — и в академии, и в университете — почти прекратилось. По совету Н. И. Ильминского и В. В. Радлова, состоявших в переписке с талантливым «инородцем», Николай Фёдорович решился ехать в Петербург.

## Петербургский период (1884—1893)

### Восточный факультет

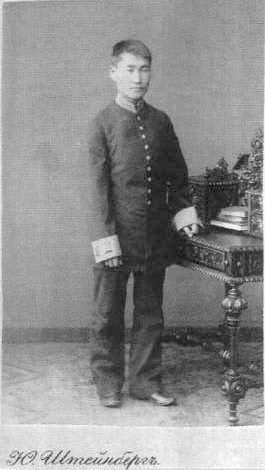
Студент Восточного факультета Николай Катанов. Фотостудия Ю. Штейнберга, не позднее 1888 года

В Петербургском университете Катанов был 15 августа 1884 года зачислен на разряд арабско-персидско-турецко-татарской словесности. Он получал фундаментальное образование, включающее широкий спектр гуманитарных и специальных востоковедческих дисциплин. Освоив в гимназии французский и немецкий языки, Катанов изучал в университете арабский, персидский, османский, татарский, башкирский и казахский языки, а также чагатайский язык, историю и литературу тюркских народов, историю Востока, мусульманское право. Кроме того, Катанов частным образом занимался фонетикой тюркских языков на дому у В. В. Радлова. Радлов только незадолго до этого переехал в Петербург из Казани; в лице Катанова он нашёл весьма прилежного и внимательного ученика. Студент Катанов был исключительно аккуратен и трудолюбив, по воспоминаниям известно, что он посещал и стенографировал все лекции без исключения. У Радлова он усвоил сравнительно-исторический метод в изучении тюркских языков, который вызывал у него интерес ещё в гимназии.
Так же, как и в гимназии, Николая Фёдоровича преследовала в Петербурге бедность. Он сразу подал прошение на имя ректора о назначении казённой стипендии, которая и была ему назначена после долгого разбирательства в 1885 году. Однако её размер — 8 рублей в месяц — исключал возможность нормального существования, и Катанов вновь вернулся к репетиторству. По воспоминаниям В. А. Гордлевского, Катанов писал неграмотным женщинам поминания на церковной паперти за 2 копейки. Он ограничивал себя во всём, например, обедал только по воскресеньям. Полуголодное существование привело к туберкулёзу, однако благодаря экспедициям в Восточный Туркестан Катанов сумел от него излечиться.
5 декабря 1884 года Н. Ф. Катанов был избран членом-сотрудником Общества археологии, истории и этнографии при Казанском университете. С 1885 года Катанов стал активно публиковаться на русском и немецком языках, тематика его работ включала исследования эпоса минусинских тюрок, сверку материалов словарей М. А. Кастрена и обзор чагатайской топографической номенклатуры. Он опубликовал также статью о русских заимствованиях в сагайском диалекте.
С 1886 года Катанов состоял в кружке Н. М. Ядринцева, познакомившись с ним в «Обществе содействия учащимся в Петербурге сибирякам». Собирались у Ядринцева по четвергам, Катанов тогда ещё более укрепился в интересе к языкам и этнографии коренных обитателей Сибири. Несколько статей Николая Фёдоровича увидели свет в газете Ядринцева «Восточное обозрение». Поскольку в кружке состояло несколько бывших политических ссыльных, его члены стали объектом разработки полицейских властей. В результате Катанов был вынужден дать расписку (датированную 21 августа 1887 года), что на время пребывания в университете обязуется не принадлежать ни к каким тайным обществам, а также не участвовать в денежных подписках и легальных общественных организациях без дозволения начальства. По-видимому, это был единственный случай в жизни Катанова, когда им заинтересовались правоохранительные органы: всю жизнь он был подчёркнуто благонадёжен и совершенно аполитичен.

### Путешествие в Сибирь и Туркестан

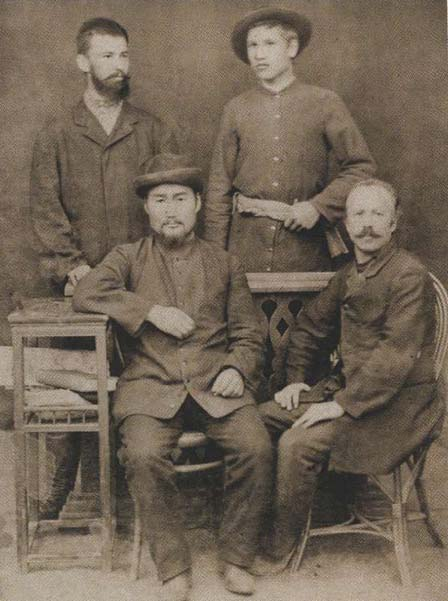
Участники экспедиции в Туркестан: стоят И. Ф. Толшин и В. Т. Васильев, сидят Н. Ф. Катанов и писарь А. П. Бехтерев. Урумчи, 1892 год

В 1888 году Николай Катанов окончил курс обучения, получив единственную оценку «хорошо» — по русской истории (остальные отметки были отличные). 30 мая Совет университета присудил ему степень кандидата словесности, одновременно было удовлетворено представление И. Н. Березина: Катанов становился профессорским стипендиатом Восточного факультета. Ему была назначена стипендия в 600 рублей в год на двухлетний период.
Ещё в 1887 году В. В. Радлов представил в Русское географическое общество «Записку», в которой обосновывал необходимость этнографо-лингвистической экспедиции для изучения «остатков тюркских племён» Сибири и Восточного Туркестана. 11 декабря 1887 года её рассматривали на Отделении этнографии, тогда же Радлов предложил командировать Н. Катанова как «подготовленного и способного лица». Радлов ходатайствовал о выделении Катанову 1000 рублей, его прошение было поддержано деканом Восточного факультета — В. П. Васильевым. Императорским указом от 22 декабря 1888 года кандидат Н. Ф. Катанов был «командирован с учёной целью» в Сибирь и Китай. Ещё 8 декабря того же года Министерство внутренних дел выдало Катанову открытый лист, предписывающий подведомственным МВД лицам и учреждениям оказывать ему всемерную поддержку. При этом Николай Фёдорович официально числился сотрудником Петербургского университета.
Выехав из Петербурга в начале 1889 года, Катанов через Омск, Томск и Красноярск вернулся в родной Аскиз, где обустроил главную базу для своих полевых исследований. 7 марта 1889 года он отправился в Урянхайскую землю, как называл Туву. Тувинская поездка продолжалась 5½ месяцев — с 15 марта по 28 августа. Общая дистанция его экскурсий составила около 700 вёрст. В основном Н. Ф. Катанов жил на торговых факториях русских купцов, общаясь с тувинцами, которые были непосредственно связаны с русскими, всего он посетил 14 факторий. Здесь проявился талант Катанова-этнографа: чтобы не вызывать подозрений, он выдавал себя за переводчика с пограничной заставы или за писаря на купеческой службе, а со своими информаторами расплачивался нитками, кирпичным чаем, табаком, бумагой, карандашами и тому подобным мелочным товаром. В результате он собрал огромный полевой материал (1122 песни, 160 загадок, 15 сказок, 35 мифов), причём информаторы позволяли ему фиксировать их имена и возраст, чего не удавалось ни одному из прежних исследователей. Вернувшись в Аскиз, Катанов до января 1890 года обрабатывал полевые материалы, результатом чего явились «Очерки Урянхайской земли» (опубликованные только в 2011 году) и огромная рукопись по грамматике тувинского языка, опубликованная в 1903 году. Из письма В. В. Радлову следует, что Катанов занимался кабинетной работой с 8 часов утра до 8 — 9 часов вечера. Трудности, пережитые путешественником, были огромны, и Н. И. Веселовский писал:

Н. Ф. Катанов ведёт свое путешествие при таких скудных материальных средствах, при которых редко кто из учёных путешественников, вообще не избалованных в этом отношении, совершал поездки на отдалённый Восток. Тем более приходится ценить те интересные материалы, которыми в изобилии снабжает нас молодой путешественник…
В феврале — марте 1890 года Катанов ездил в Канскую тайгу для исследования тофаларов, после чего начал подготовку к путешествию в Китай. Первая поездка в Синьцзян оказалась не слишком удачной: китайские власти в Урумчи не пропустили его далее, потребовав официальное разрешение на поездку из Пекина. Вернувшись на российскую границу — в Бахты, Катанов продолжил обработку полевых материалов и обратился в русские консульства Чугучака и Кульджи с просьбой о содействии в выправлении разрешения. Лето 1891 года он провёл в пограничном Чугучаке, где Николай Фёдорович преимущественно изучал фольклор киргизов и сартов. Только в конце 1891 года он получил паспорт на русском, китайском и маньчжурском языках, позволяющий ездить по всей территории Китая. Добравшись через Урумчи до Хами, в марте 1892 года Катанов приступил к изучению малоизвестных тюркских диалектов. В апреле 1892 года он вернулся в Аскиз, проведя на китайской территории около 18 месяцев. Кроме того, в апреле — октябре он провёл ещё несколько экскурсий по территории Минусинского округа.
По мнению К. И. Султанбаевой, в опубликованных и неопубликованных материалах Катанова времени путешествия по Сибири и Туркестану, можно выделить следующие исследовательские направления:
1. Язык, его всевозможные проявления в речи носителей тюркских народностей;
2. Фольклор, его жанры: сказки, предания, легенды, басни, сказания, песни, загадки, поговорки, пословицы, народные приметы, высказывания;
3. Религия, философские взгляды тюркских племён; отношение к православию;
4. Материальная культура, быт, предметы хозяйствования; культовые предметы и вещи;
5. Социально-культурные, товарно-денежные отношения племён;
6. Социальная структура племён, управление, их родственные, родоплеменные отношения;
7. Элементы психологии народов, межличностные, межэтнические отношения[39].

### Возвращение

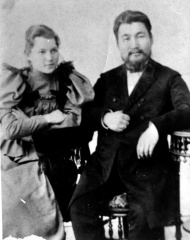
Н. Ф. Катанов и А. И. Тихонова

14 октября 1892 года в Аскизе в Петропавловской церкви Н. Ф. Катанов обвенчался с приёмной дочерью своего дяди Ефима Семёновича — Александрой Ивановной Тихоновой (1875—1942). Несмотря на то, что церковные книги в Аскизе не сохранились, остался так называемый «брачный обыск» — письменный акт, устанавливающий отсутствие препятствий к совершению венчания (например, чтобы избежать близкородственных браков), и включающий метрические и биографические сведения о брачующихся. Обычно сохранность брачных обысков ниже, чем иных подобных документов. Свадьба прошла с размахом, среди приглашённых были два сына золотопромышленника Петра Ивановича Кузнецова — Иннокентий и Иван, дружившие и поддерживающие молодого Катанова; а также Н. М. Мартьянов — директор Минусинского музея. Александра Ивановна окончила Минусинскую гимназию, имела способности к музыке, играла на рояле. В дальнейшем она деятельно помогала мужу с переводами и выписками. Вместе они прожили 30 лет; у супругов была единственная дочь Анна (1901—1980), ставшая учительницей. Также Катанов воспитывал сына своей сестры Марии — Николая Гавриловича Тюнестеева — и дал ему свою фамилию. Николай Катанов был арестован и расстрелян в 1938 году.
Выполнив всю программу, предусмотренную Академией наук и Русским Географическим обществом, Н. Ф. Катанов с женой 22 декабря 1892 года вернулся в Петербург. Он привёз с собой несколько томов подготовленных для печати дневников, а также огромный массив данных, на которых в дальнейшем строил все свои научные работы. Многие материалы были впервые введены в научный оборот, в частности, составлены словари и грамматики тувинского и тофаларского языков. Катанов оказался пионером в изучении уйгурских диалектов Турфанского и Хамийского оазисов. Однако и по состоянию на 2017 год основной массив его лингвистических и этнографических материалов остаётся неопубликованным.
Вернувшись в Петербург, Катанов рассчитывал занять место лектора татарского языка на Восточном факультете, но оказалось, что оно уже было отдано родственнику И. Н. Березина. Письма к В. В. Радлову полны жалоб на бытовую неустроенность и безденежье (пришлось продать дорожные шубы и золотую гимназическую медаль). По мнению П. О. Рыкина, у Катанова временно возникло отвращение к научно-преподавательской деятельности, чем объясняется его обращение в Министерство народного просвещения о зачислении его на должность инспектора училищ в Оренбургскую губернию, Сибирь или Туркестанский край. После года полной неопределённости 9 ноября 1893 года при содействии В. В. Радлова и В. Р. Розена Николай Фёдорович получил место преподавателя Казанского университета в звании экстраординарного профессора. Для того, чтобы занять эту должность, Катанов 10 и 21 декабря 1893 года выдержал экзамены на степень магистра турецко-татарской словесности и немедленно выехал в Казань.

## Казанский период (1894—1922)

### Творческий расцвет. Общественная деятельность (1894—1908)

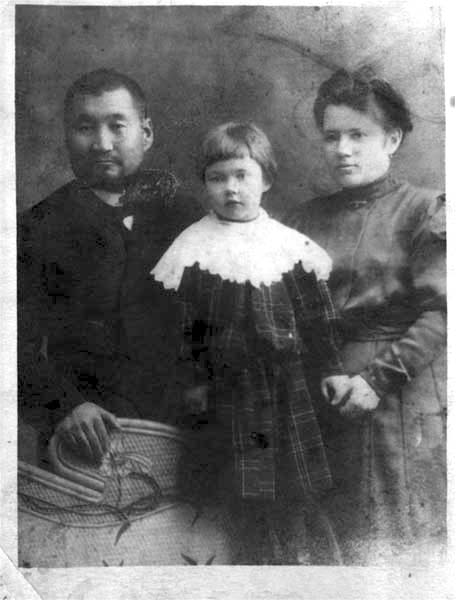
Семья Катановых в 1904 году

12 января 1894 года Катановы приехали в Казань, в которой исследователю предстояло прожить 28 лет — вплоть до кончины. К тому времени преподавание восточных языков в университете пришло в окончательный упадок, и Николаю Фёдоровичу предстояло восстановить это направление учебно-научной деятельности. Однако Катанов как экстраординарный профессор читал только факультативные курсы. Впрочем, очень быстро его предметы стали пользоваться популярностью среди студентов. В 1894/1895 учебном году Н. Ф. Катанов читал следующие курсы на историко-филологическом факультете, демонстрирующие необычайную широту и разносторонность его интересов:
1. Язык казанских татар (грамматика и чтение);
2. Обозрение турецко-татарских племён (история древних и новых тюркских государств, быт племён, сообщения иностранцев о тюрках);
3. История турецко-татарской литературы (османская, чагатайская, общетюркская);
4. Сравнительная грамматика тюркских языков[46].

В следующем, 1895/1896 учебном году Н. Ф. Катанов дополнительно стал читать курсы арабского и персидского языков, а далее грамматику алтайских языков, грамматику казахского и киргизского языков и даже спецкурс «Надписи на монетах Золотой Орды и надгробных памятниках Казанского и Булгарского ханств».
Менее чем через 2 месяца после прибытия в Казань Николай Фёдорович Катанов был избран секретарём Общества археологии, истории и этнографии — ОАИЭ — при университете (8 апреля 1894 года). И здесь Катанов активно занимался всем: привёл в порядок библиотеку Общества, стал редактировать его «Известия» и впервые стал публиковать там отчёты Общества и протоколы его заседаний. Из-за невозможности совмещения преподавания и занятий Обществом Катанов в 1897 году попросил освободить его от обязанностей секретаря, но уже в 1898 году был избран председателем ОАИЭ. Отношения с коллегам по Обществу не всегда складывались легко, 19 марта 1900 года он не без раздражения писал В. В. Радлову:

Совет Общества археологии, истории и этнографии большинством голосов постановил — вперёд в «Известиях» никаких восточных текстов не печатать, ибо тексты бесполезны. <…> Далее, здешние учёные и quasi-учёные, по профессии историки, совсем не знают ислама и, копя деньги, не следят вовсе за иностранной литературою, а часто и за русскою. <…> Ввиду отказа Совета печатать восточные тексты я сложил с себя звание председателя и члена, но Общее собрание вновь пригласило меня и вчера вновь избрали председателем на 1900—1902 годы.
Обременённый массой забот в университете и ОАИЭ, Катанов брался за исполнение любой работы, лишь бы она входила в область его интересов. Он сразу включился в деятельность Переводческой комиссии при братстве св. Гурия по переводу Нового Завета на «языки сибирских инородцев». С 1907 года он стал председателем Переводческой комиссии Казанского учебного округа и членом Комитета по делам печати. В этот период его несколько раз вызывали в Петербург на совещания по образованию инородцев, а с 1907 году в Оренбург на совещания учителей инородческих школ. Кроме того, с 1905 года Катанов был членом совета Казанского городского музея, до 1917 года возглавлял его историко-этнографический отдел и в 1906—1912 и 1914—1917 годах был председателем музейного совета. Иногда многочисленные обязанности сильно тяготили учёного, в одном из писем к А. Н. Самойловичу он жаловался:

Я состою постоянным экспертом по делам мусульманской печати при окружном суде, где не дают мне ни отдыху, ни сроку… и денег не платят. Учебное начальство совершенно бессильно — избавить меня от исполнения гражданских обязанностей.

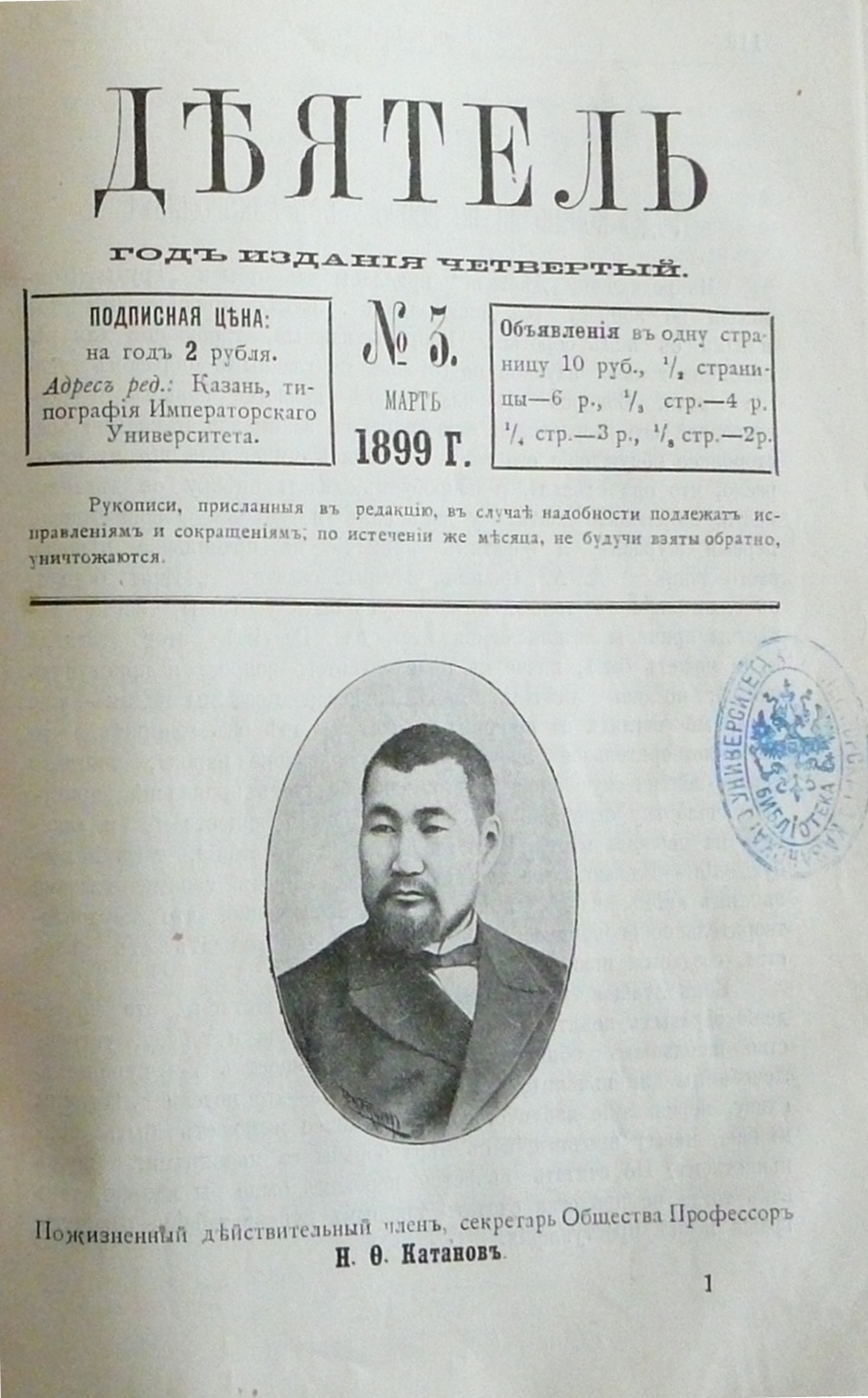
Обложка журнала «Деятель» (№ 3 за март 1899 года) с фотопортретом Н. Ф. Катанова

Н. Ф. Катанов активно участвовал в трезвенническом движении, в разное время состоя членом-соревнователем (с 4 сентября 1896 года), действительным (с 14 июня 1897 года), почётным и пожизненным членом Казанского общества трезвости, а также членом его Комитета и секретарём. Кроме того, он являлся старостой храма во Имя Всемилостивого Спаса, действовавшего при Обществе. Он активно публиковал работы антиалкогольной и исторической направленности в журнале «Деятель», который, по сути дела, долгое время соредактировал, являясь «правой рукой» бессменного руководителя Общества трезвости А. Т. Соловьёва.
После создания на базе Казанского общества трезвости Казанского отдела «Русского Собрания» (КОРС) Н. Ф. Катанов также включился в деятельность этой правомонархической организации. 4 (17) февраля 1909 года он был избран товарищем (заместителем) председателя Совета КОРС А. Т. Соловьёва, сменив на этом посту выдающегося русского почвоведа Р. В. Ризположенского.
Являясь противником социалистических теорий и «новых» религиозных доктрин, он неоднократно подвергал критике их пропагандистов и теоретиков, среди которых были, в частности, известный татарский поэт Габдулла Тукай (Абдулла Тукаев), симпатизировавший социалистам-революционерам, и Сардар Ваисов — основоположник «движения ваисовцев» (которое Н. Ф. Катанов классифицировал как «мусульманскую секту»).
Весьма заметным являлся его вклад и в развитие православной миссии в Волжско-Камском крае. Н. Ф. Катанов являлся заведующим редакции «Инородческого Обозрения» (приложения к журналу «Православный Собеседник») — печатного органа миссионерского отделения Казанской духовной академии, выходившего с конца 1912 года и посвящённого описанию «современного быта» и религии инородцев Европейской и Азиатской России.
При всём колоссальном объёме учебной, организационной и общественной работы Николай Фёдорович находил время на собственно научные изыскания. За 1898—1908 годы он опубликовал 145 научных работ (без рецензий и аннотаций). В 1896 и 1899 годах он провёл экспедиции в Минусинский округ к бельтырам и сагайцам (где наблюдал шаманское камлание), в мае — августе 1897 года провёл полевые исследования в среде тептярей и кряшен, а в мае — августе 1898 года совершил поездку в Уфимскую губернию, для исследования башкир, мещеряков и вновь тептярей и кряшен. Подробные отчёты публиковались в «Известиях ОАИЭ». 22 февраля 1909 года учёный единогласно стал почётным членом Общества археологии, истории и этнографии. В 1900 году учёный побывал в Бельгии и Франции. Летом 1909 года Катанов совершил последнюю поездку в родные места — в Аскиз.
К 1904 году благодаря публикациям на французском и немецком языках Н. Ф. Катанов состоял членом Societe des sciences et lettres в Лувене, Ungarische ethnographische Gesellschaft в Будапеште, и Финно-угорского общества в Гельсингфорсе.

#### «Опыт исследования урянхайского языка»
Среди всех трудов Н. Ф. Катанова «Опыт исследования урянхайского языка с указанием главнейших родственных отношений его к другим языкам тюркского корня» выделяется объёмом (суммарно около 600 страниц). Биограф — С. Н. Иванов — оценивал труд как определяющий для деятельности Катанова как тюрколога. Диссертация Катанова представляла собой первое подробное описание тувинского языка и публиковалась по частям в 1899—1903 годах в «Учёных записках Казанского университета». По структуре «Опыт» напоминал традиционные описательные грамматики XIX века, но выделяется включением хрестоматии и словаря. Грамматика тувинского языка показывает огромную эрудицию автора — для сопоставления «звуков и форм» использовались материалы 5 древних и 42 современных тюркских языков из картотеки Катанова. Вместе с тем компаративное исследование служило Катанову для решения всего одной задачи — доказательства тюркского происхождения тувинского языка. В современной ему науке — даже у В. В. Радлова и Н. М. Ядринцева — господствовали представления о самодийском или енисейском происхождении тувинцев. При всей важности поднятых проблем труд подвергся жёсткой критике А. Н. Самойловича, который упрекал автора в слабой разработке задач тувинского синтаксиса в ущерб морфологии, а также слабом знакомстве с современной лингвистикой, в частности фонетикой. По мнению П. О. Рыкина, Катанова действительно мало интересовали теоретические вопросы, но, формулируя исследовательскую цель, он демонстрировал владение всей необходимой терминологией и способом изложения.
«Опыт исследования урянхайского языка» был представлен Катановым в качестве магистерской диссертации к публичной защите на факультете восточных языков Петербургского университета 7 декабря 1903 года. Официальными оппонентами выступили В. Д. Смирнов и П. М. Мелиоранский. По итогам защиты Николай Фёдорович удостоился степени магистра турецко-татарской словесности. 26 ноября 1907 года Совет Казанского университета удовлетворил ходатайство историко-филологического факультета о присвоении Н. Ф. Катанову степени доктора сравнительного языкознания honoris causa. 15 декабря Николай Фёдорович был утверждён в докторском звании министром народного просвещения.

#### Катанов и музеи Казани
Переехав в Казань Н. Ф. Катанов сразу оказался причастен к делам музеев университета и города. В первую очередь, это был университетский Музей отечествоведения, в собрание которого учёный пожертвовал некоторые сибирские шаманские принадлежности; ныне они в Музее этнографии университета. Далее он был привлечён ОАИЭ для описания коллекции русских медных монет, присланных чебоксарским и тетюшским исправниками. В 1896 году Николай Фёдорович опубликовал по «определению» Общества отдельным изданием описание нумизматической коллекции И. А. Износкова. Вскоре его привлёк казанский купец В. И. Заусайлов, в коллекции которого одних только предметов бронзового века Волжско-Камского региона к 1907 году насчитывалось столько же, сколько всех вместе взятых русских музеях. По оценке Катанова в коллекции было представлено 5282 предмета каменного века, 1292 — бронзового, 1417 — железного века, и 1639 единиц керамики и стекла. В 1897 году Катанов возглавил музей ОАИЭ, застав его собрания в критическом состоянии: из-за отсутствия места, они были размещены в неприспособленном коридоре бывшего университетского общежития. В 1906 году Н. Катанов активно участвовал в создании древлехранилища Церковного историко-археологического общества
Казанской епархии.
26 сентября 1905 года Н. Ф. Катанов был избран в Совет городского музея на заседании Казанской городской думы. С января 1906 по конец 1917 года он возглавлял его историко-этнографический отдел и дважды (в 1906—1912 и 1914—1917 годах) возглавлял Совет музея, совмещая эту должность с казначейской. Не оставлял он и своих коллекционерских устремлений, начав целенаправленное собирание татарских шамаилей; многие предметы, приобретённые за собственный счёт, он безвозмездно передавал в фонд музея. Опыт, полученный в университетских и Казанском городском музее, позволил Н. Ф. Катанову организовать в 1912 году историко-этнографический музей Казанской духовной академии. Многие предметы он приобретал за собственный счёт, а также стремился организовать чтение при музее лекций по истории и этнографии финно-угорских и тюркских народов. Из-за того, что фонды музея располагались в помещении библиотеки, наиболее ценные экспонаты Н. Катанов стремился передавать в Казанский городской музей. В 1918 году профессор Катанов взялся заведовать университетским нумизматическим кабинетом и привёл в порядок коллекции, в том числе не открывавшиеся в течение десятилетий.

### Творческий спад (1909—1917)

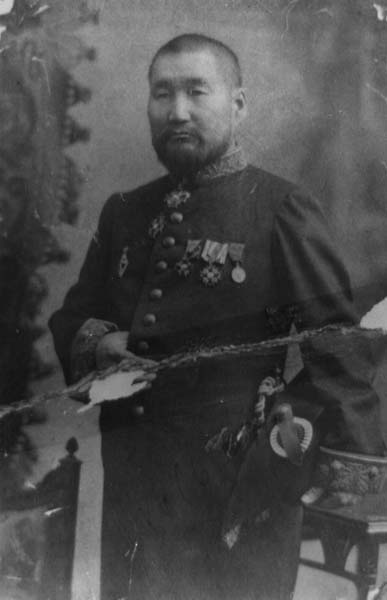
Н. Ф. Катанов в вицмундире профессора Казанского университета с наградами. Фото 1909 года

Практически все биографы Н. Ф. Катанова отмечали, что к концу первой декады XX века стал нарастать ощутимый спад в его научной деятельности. Непосредственной причиной этому были крайне неблагоприятные социально-психологические условия в Казанском университете и ОАИЭ. По воспоминаниям дочери учёного, А. Н. Катановой, ещё в 1894 году многие представители университетской профессуры были крайне недовольны появлением в их среде «инородца», встречались и ещё более крайние мнения: «к нам скоро будут присылать дикарей». Бывали и ещё более анекдотические истории, одна из которых приведена в воспоминаниях первого хакасского журналиста и общественного деятеля Ивана Барашкова-Эпчелея. Однажды Николай Фёдорович с семьёй собирался плыть пароходом до Астрахани, и в день отправления сошёл на берег, уже разместив в каюте жену и дочь. На пристани некий высокопоставленный чиновник канцелярии генерал-губернатора принял его за носильщика и распорядился отнести чемоданы, дав полтинник; учёный не стал возражать. Во время обеда Н. Ф. Катанов надел профессорский вицмундир со всеми наградами; чиновник, узнав его, поинтересовался его чином и званием, после чего Катанов перечислил длинный ряд своих регалий. Чиновник, после всяческих извинений, попросил вернуть ему полтинник. — «Что вы, Ваше превосходительство, зачем же. Ведь я его честным трудом заработал», — последовал ответ. Сам Николай Фёдорович старался не обращать внимания на такие инциденты, но совершенно изолироваться от них не мог.
Положение Катанова в Казани характеризовалось его биографом С. Н. Ивановым так:

Единственный представитель востоковедения в Казанском университете, Катанов был лишён профессиональной научной сферы, его исследовательские интересы были чужды окружающим его на историко-филологическом факультете профессорам. Признанный учёный, Катанов вынужден был ограничиваться чтением необязательных курсов, а положение «преподавателя в звании экстраординарного профессора» не соответствовало его научному весу и авторитету.
В Казани Катанов оказался вынужденно, только потому, что ему не нашлось места в Петербургском университете, и обида на события 1893 года осталась у него на всю жизнь. Уже в 1904 году он откровенно писал Э. К. Пекарскому: «В Петербурге я не нашёл приюта благодаря старательным проискам некоторых ориенталистов». Отношения со столичными коллегами ухудшались, дойдя до того, что Н. Ф. Катанов дал клятву ничего не печатать в Петербурге и сдержал её. В конце концов учёный оказался в изоляции от крупнейшего центра российского востоковедения, а к Западу был равнодушен. Тем не менее, в 1907 году В. В. Радлов издал в Петербурге два тома катановских материалов в 9-м выпуске «Образцов народной литературы тюркских племён» на языке оригинала и в переводе Николая Фёдоровича. В «Образцах» увидели свет разнообразные образцы фольклора тувинцев — 1410 названий, хакасов — 1159 названий — и карагасов — 203 названия.

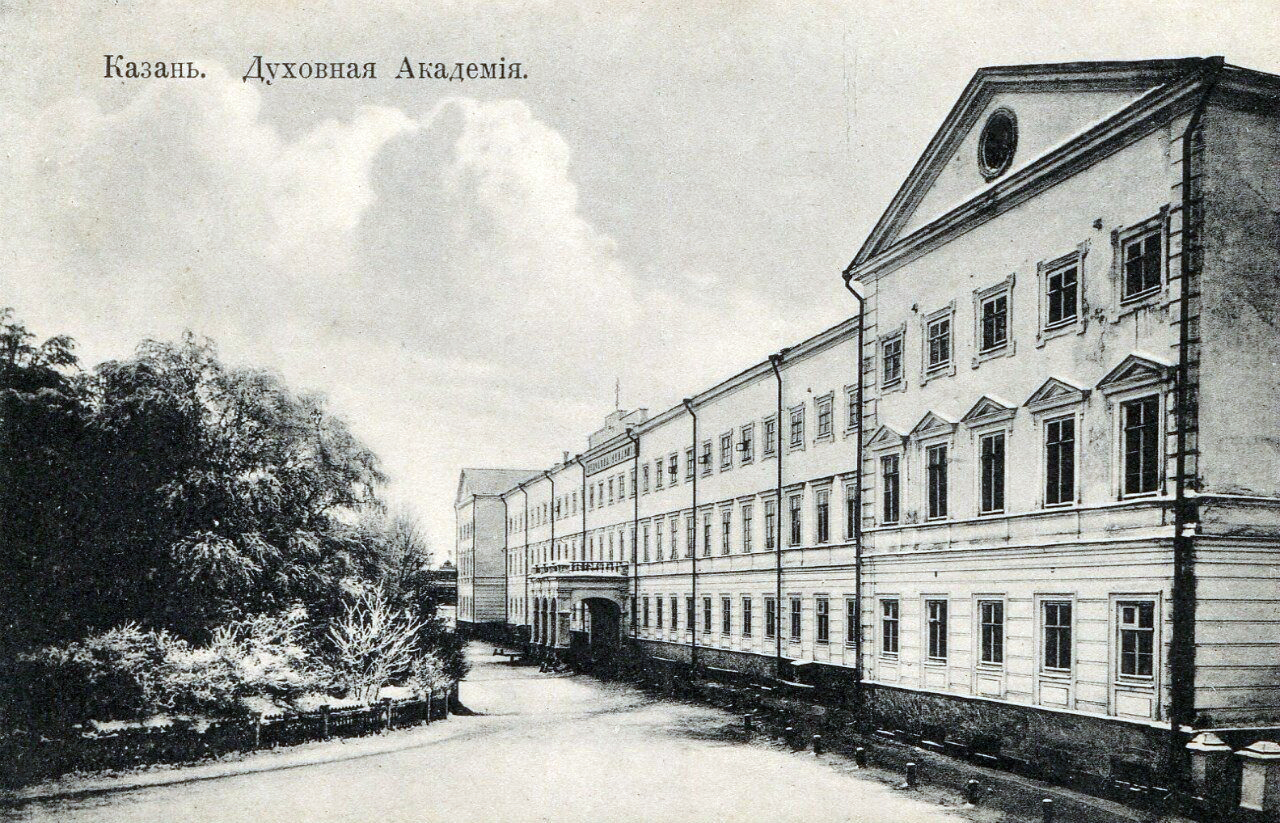
Здание Духовной Академии на Арском поле. Фото 1900-х годов

После 1908 года Катанов постепенно стал терять интерес к научным изысканиям, полагая их бесполезными и ненужными. Попытки утвердиться в университете закончились в 1913 году отказом Совета университета учредить постоянные ординатуры при кафедрах турецко-татарского и финно-угорского языкознания, что позволило бы Катанову иметь постоянный состав студентов. Будучи человеком глубоко религиозным, Николай Фёдорович попытался разрешить свой кризис в церкви. Ещё в 1906 году он вступил в церковное историко-археологическое общество Казанской епархии. В 1909 году становится действительным членом Таврической учёной архивной комиссии. В мае 1911 года он принял решение участвовать в конкурсе Казанской духовной академии на замещение вакантной кафедры этнографии и истории, специально предназначенной для изучения тюркских языков и миссионерской деятельности в среде татар, чувашей, марийцев, казахов, и других народов. Получив большинство голосов на выборах, Николай Фёдорович столкнулся с оппозицией бывшего заведующего — Е. Малова, который обвинил учёного в «объективном и безучастном» отношении к православию. Святейший Синод 7 октября 1911 года аннулировал результаты конкурса и утвердил заведующим протеже Малова — А. Михайлова. Однако после его отказа «по семейным обстоятельствам» синодальным указом от 30 ноября Катанов всё-таки был поставлен заведующим кафедрой, но в звании доцента, а не профессора.
В Духовной академии Н. Ф. Катанов читал курсы по истории христианства в Поволжье в золотоордынский период и «Историю несторианства в Средней Азии и Монголии в V—XI веках», а также преподавал татарский язык. Для нужд студентов Катанов издал «Краткий татарско-русский словарь» и татарскую хрестоматию. Он также возглавил музей академии и редактировал «Инородческое обозрение». О деятельности Катанова в академии имеется следующее свидетельство:

Преподавание велось в форме живой устной беседы, иллюстрированной фактами и справками из личных наблюдений за инородцами и их языком — живым и мёртвым, новым и старым, народным и книжным.
Несмотря на все заслуги Катанова, в 1913 году ему отказали в присуждении звания ординарного профессора Академии, он его получил только в 1915 году.
В период 1909—1916 годов резко снизилась продуктивность Н. Ф. Катанова — он опубликовал за всё это время лишь 11 работ, в основном — заметок по татарскому языку. Он стал неаккуратно относиться к своим обязанностям в ОАИЭ: пропускал заседания, задерживал публикацию «Известий», вышел из состава ряда комиссий. Выборы 19 марта 1914 года закончились скандалом: Николай Фёдорович был обвинён в растрате финансовых средств Общества и забаллотирован. Надуманность обвинений вскоре открылась, но Катанов был настолько оскорблён, что порвал всякие связи с Обществом. Вскоре он демонстративно продал свою огромную библиотеку турецкому премьер-министру Хильми-паше. Библиотека включала 7325 томов на 22 языках, стоимость сделки составила 3000 золотых лир.
Продажа библиотеки сильно повлияла на душевное состояние Николая Фёдоровича. После начала мировой войны только преподавание в академии и (в меньшей степени) в университете сохраняло для него какое-то значение. Для студентов третьего курса духовной академии он готовил хрестоматию евангельских текстов «на разных инородческих языках». Эта работа была прервана революционными событиями 1917 года.

### Жизнь и деятельность в Советской России. Кончина (1918—1922)
По воспоминаниям современников и близких людей, Н. Ф. Катанов был предельно далёк от политики и воздерживался даже от публичного объявления своих взглядов. Бурные события 1917 года практически миновали Катанова, но повлекли за собой расширение его профессиональных обязанностей. В октябре 1917 года в Казани открылся Северо-восточный археологический и этнографический институт, построенный на демократических началах с выборным ректором и участием студентов в руководстве. Преподаватели были из университета, занятия проходили в вечернее время. Николай Фёдорович был избран деканом археологического отделения, читал там лекции по истории Золотой Орды, источниковедению Поволжья, восточной нумизматике и восточной хронологии. В мае 1919 года в институте было создано Восточное отделение, которое вновь возглавил Катанов, после преобразования института в Восточную академию в 1921 году Катанов остался в его штате. По сути, только после провозглашения советской власти Н. Ф. Катанов мог в полной мере реализовать свои умения и таланты, не подвергаясь при этом атакам националистов и недоброжелателей. Кроме Археологического института, он преподавал в Высшем институте народного образования, чувашских педкурсах и даже в Высшей восточной музыкальной школе, в которой читал «песнетворчество турецко-татарских народов». 15 февраля 1919 года Н. Ф. Катанов по всероссийскому конкурсу был избран профессором Казанского университета, 1 августа 1921 года был официально утверждён в этом звании Наркомпросом. 17 января 1919 года на первом заседании обновлённого Общества археологии, истории и этнографии Катанов был вновь избран его председателем и одновременно членом Совета. 31 января 1919 года в университете Николай Фёдорович возглавил комиссию по организации при историко-филологическом факультете восточного отделения. Кроме того, с 1918 года он возглавлял нумизматический кабинет и добился возвращения из ЧК конфискованных золотых и серебряных монет. Преподавательская нагрузка его составляла до 47 часов в неделю, что определялось и необходимостью обеспечения семьи в голодные годы гражданской войны.

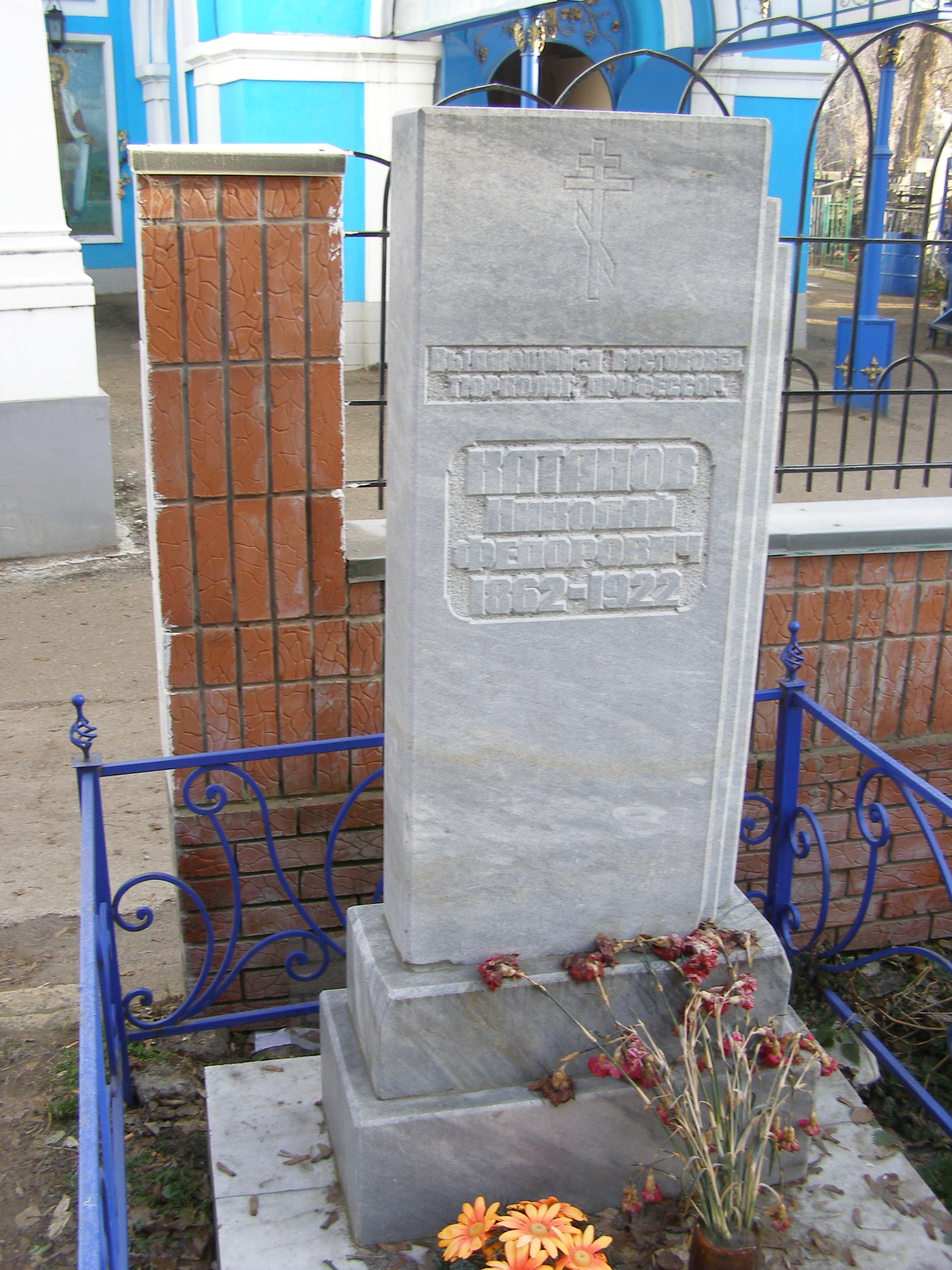
Надгробие Н. Ф. Катанова на Арском кладбище. Позади — вход в церковь Ярославских чудотворцев. 15 ноября 2014 года

По словам С. Н. Иванова, после 1918 года «Катанов вновь обретает вкус к научным исследованиям». Многочисленные предложения о преподавательской, организаторской и научно-исследовательской работе вывели его из состояния депрессии. За три года (1918—1921) — в условиях разрухи и гражданской войны — Николай Фёдорович опубликовал столько же материалов, сколько за 8 предыдущих лет. Среди них выделялась «Восточная хронология» (в 240 страниц) по материалам лекционного курса в Археологическом институте. В 1920—1921 года в Казани была устроена «Выставка культуры народов Востока», в комиссию по организации которой вошёл и Катанов, составивший краткое описание восточных монет. На историко-филологическом факультете его ученицей какое-то время была М. В. Нечкина, оставившая некоторые свидетельства в дневнике и переписке.
Катанову не удалось избежать и тягот советского быта — колки дров и многочасовых стояний в очередях; кроме того, почти все сотрудники казанских учреждений обзавелись подсобным хозяйством, работал на своём огородике и Николай Фёдорович. Хотя он сохранял внешний оптимизм, но к 1921 году стал задумываться о переезде в более благополучное место: ему поступали предложения от университетов Баку, Ташкента, Владивостока и Красноярска. Осенью организм учёного не вынес лишений и непосильной работы (в том числе на земле), и Катанова разбил паралич. К новому, 1922 году он стал постепенно оправляться, однако заболел гнойным плевритом. Даже находясь в тяжелейшем положении, прикованный к постели, Катанов 11 февраля 1922 года писал Совету Саранского краеведческого общества, изложив целую программу исследований. В начале марта последовало резкое ухудшение (открылся скоротечный туберкулёз), его перевезли в Шамовскую больницу и срочно сделали операцию, но было уже поздно. В ночь на 10 марта 1922 года Н. Ф. Катанов скончался в возрасте 59 лет. Согласно свидетельству о смерти, похоронили учёного в ограде Спасо-Преображенского монастыря на территории Казанского Кремля. Во время разрушения монастыря в 1928 году горисполком позволил перенести останки на Арское кладбище, где они были захоронены неподалёку от могилы Н. И. Ильминского — одного из первых учителей Н. Ф. Катанова. Существует, однако, версия, что на Арском кладбище находится лишь кенотаф, сооружённый к 110-летию учёного (в 1972 году), а подлинное место его погребения давно утеряно. В 2023 году А. С. Нилогов опубликовал актовую запись о кончине Н. Ф. Катанова (№ 335 от 9 марта 1922 года), хранившуюся в Государственном архиве Республики Татарстан. Она подтверждает дату кончины 9 марта, а также факт, что профессор сразу был погребён на Арском кладбище. Согласно мнению А. С. Нилогова, уточнение, является ли нынешнее надгробие кенотафом требует, как минимум, эксгумации, судебно-медицинской экспертизы и генетического анализа по прямой мужской линии семьи Катановых.

## Личность

### Характер и стиль поведения
Особенности характера и стиля поведения Н. Ф. Катанова закладывались ещё в гимназической юности, испытания того времени наложили отпечаток на всю последующую его жизнь. Судя по воспоминаниям современников, Николай Фёдорович был всегда спокойным, уравновешенным и терпеливым. Как учёному и преподавателю, ему были свойственны педантизм и строгость, переходящая в суровость. При всей внешней замкнутости Катанов, судя по воспоминаниям А. А. Ярилова, был «скрыто добрым внутри, искавшим тёплого к себе отношения». Привычка к бережливости выражалась в том, что он неукоснительно отмечал в записных книжках и дневниках мельчайшие расходы, даже в 1—3 копейки, однако он бескорыстно помогал всем коллегам, кто только его об этом просил. Современники отмечали также лёгкость его характера в повседневном общении и даже наличие мягкого юмора.
О трудолюбии и способностях Н. Ф. Катанова свидетельствуют данные, приводимые М. Пинегиным, относящиеся к периоду его работы во Временном комитете по делам печати (цензуре). Став цензором в 1906 году по рекомендации Пинегина, Катанов ежегодно просматривал не менее 500 рукописей, представляемых на согласование татарскими издателями, не считая документов, ежедневно поступающих из канцелярии губернатора, жандармского управления, судебных присутствий и др. (не менее 60 страниц текстов на арабском, персидском, чагатайском, сартском и других восточных языках). По уверениям М. Пинегина, Катанов был способен работать с 50-ю западными и восточными языками. (В некоторых мемуарах и основанных на них публикациях число языков, с которыми был знаком Н. Ф. Катанов, доходило до 114.) От обязанностей цензора он освободился только в 1916 году.
Николай Фёдорович не проявлял практически никакого интереса к литературе и искусству. В его личной библиотеке не было художественной литературы, он никогда не посещал театра и концертов; читал он практически только специальную литературу и исторические источники на доступных ему языках. С 1888 года он занимался коллекционированием, в Казани был завсегдатаем антикваров и старьёвщиков. Предметом собирания были разнообразные вещи, имеющие отношение к истории, этнографии и археологии тюркских народов, но при этом практически всё накопленное Н. Катанов безвозмездно передавал в музеи. Так, в музее Казанского университета оказалось собрание ритуальных принадлежностей сибирского шаманского культа, включая ножи и бубны. Он был отличным знатоком восточной нумизматики, и современники полагали, что многие коллекции казанских музеев могли быть атрибутированы только Николаем Фёдоровичем. В фондах современного Национального музея РТ, по подсчётам И. Р. Газизуллина, находится 1790 предметов, переданных Н. Ф. Катановым.
Примечательным в данной связи является, в частности, участие Н. Ф. Катанова в изучении «историко-археологического музея» известного казанского коллекционера, профессора Н. Ф. Высоцкого. «Считаю приятным для себя долгом, — отмечал Н. Ф. Высоцкий в 1908 году, — выразить здесь мою душевную признательность профессору Н. Ф. Катанову за просвещённое содействие при разборе и описании моей коллекции».
Для Катанова было характерно также нежелание участвовать в любого рода дискуссиях, как политических, так и чисто научных. По воспоминаниям К. В. Харламповича:

В полемику он никогда не вступал ни в литературную, ни в устную. В случае нападок на него он или отмалчивался, или уступал, готовый отказаться от той должности, где произошла неприятность.

### Просветительские и педагогические взгляды
Педагогические взгляды Н. Ф. Катанова были специально рассмотрены в ряде публикаций К. И. Султанбаевой. Согласно мнению исследовательницы, педагогические взгляды Катанова неотделимы от его личного опыта и взглядов на просвещение «инородцев». Собственно, его взгляды на «инородческий» вопрос были обусловлены не только его происхождением, но и всей социокультурной средой, где он вырос и сформировался. Являясь сторонником русификации и считая её благом для тюркских народов, делом своей жизни он считал оказание всяческого содействия инородцам в их приобщении к европейской культуре и цивилизации. В просветительской деятельности он последовательно придерживался идей миссионерской педагогики, согласно которым сначала следовало изучить особенности языков, этнографии, истории и психологии этих народов. В исследовании разных народов требуются комплексный подход, учёт их историко-культурных взаимоотношений и взаимовлияний. Центральную роль в инородческом просвещении Катанов отдавал личности учителя. По его представлениям, учитель должен быть, прежде всего, из народной среды, научно подготовленным, в отличие от миссионеров, порою имевших начальное церковно-приходское училище за плечами. Такой учитель должен был в совершенстве владеть языком, уметь устно и письменно излагать содержание школьного материала на научной основе взамен учителей, прошедших курсовую подготовку и произвольно трактовавших учебный материал.
С самого начала собственной педагогической деятельности Н. Ф. Катанов ставил двуединую задачу: научности в тюркологических исследования и специальной подготовки российских тюркологов. Особенностью педагогической деятельности начинающего преподавателя (у Катанова имелся лишь гимназический опыт репетирования однокашников, тем же он занимался и в университете) являлось привлечение и применение комплекса археологических, исторических, этнографических и фольклорных сведений, добытых не только из литературных источников, но и во время своих путешествий «из первых рук». До 1915 года Н. Ф. Катанов был экстраординарным профессором, то есть посещение его курсов было необязательным, что накладывало на него дополнительную обязанность заинтересовать слушателей с различным уровнем мотивации и подготовленности. В воспоминаниях современников сохранилось несколько свидетельств о методике преподавания Н. Ф. Катанова. Например, Н. А. Васильев свидетельствовал:

Лекции Н. Ф. Катанова посещались незначительным количеством востоковедов-тюркологов. На первом курсе я услышал от товарищей-юристов Кожевникова и Ивановского о том, что они решили бывать на лекциях Н. Ф. Катанова; они признались, что, случайно попав на его часы, они просидели в его малолюдной аудитории с живейшим интересом. Их поразила простота, глубина изложения и ясность мысли по каждой теме, в передаче Николая Фёдоровича. Он не смущался и вопросами слушателей. Легко пользуясь лексическим материалом из обыденной жизни, он приводил примеры словарных параллелей, и действительно выяснялась культура слова, величайшего фактора человеческой жизни от санскритских корней до народных речений Подмосковья.
Лекции читались в небольшой аудитории, где стояли собранные учёным глыбы камней с арабскими письменами. Н. Ф. Катанов не любил языковой вычурности, свойственной ведущим преподавателям того времени, но по воспоминанию студентов: «…речь его лилась свободно, красиво, такой широкой и захватывающей волной, как шелковистый ковыль в степях, где прошло его детство». По свидетельству Н. В. Чехова (со ссылкой на самого Катанова), Николай Фёдорович «обращался к студентам и спрашивал: „Вы русские?“. Получив утвердительный ответ, говорил: „Значит, вы уже знаете 25 татарских слов“. Для примера беру какое-нибудь татарское слово, вошедшее в русский язык, например — „башлык“, и начинаю его анализировать, говоря „баш“ — голова, а суффикс „лык“ обозначает предмет, в который что-нибудь вкладывается». По К. И. Султанбаевой, важнейшими дидактическими принципами его преподавательской деятельности являлись:
1. принцип синтеза и анализа лингвистической единицы для доступности понимания и усвоения;
2. принцип опоры на родной язык слушателя;
3. принцип развития языкового чутья обучаемого;
4. принцип обучения на доступных, живых примерах из жизни;
5. принцип уважения к носителям языка и веры в положительный результат;
6. принцип интеграции материала из родственных областей знания[118].

## Научное наследие. Историография

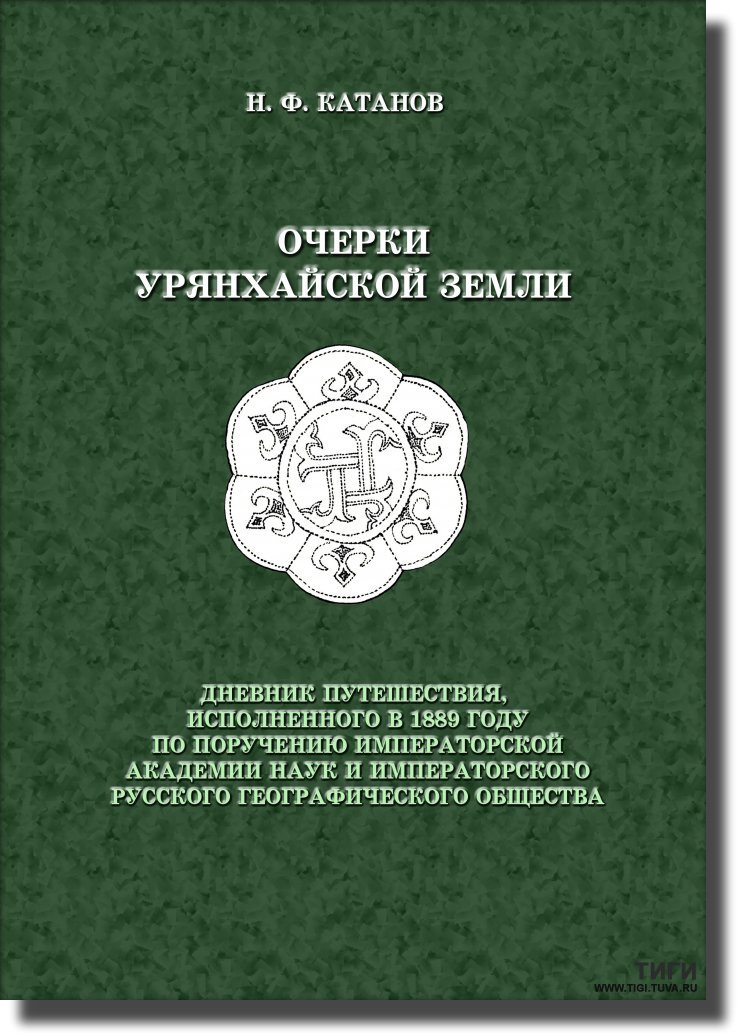
Обложка «Очерков Урянхайской земли» — первого издания дневника путешествия в Туву 1889 года (Кызыл, 2011)

При всей широте научных интересов Катанова основными центрами притяжения для него всегда оставались этнография с фольклористикой и сравнительное изучение тюркских языков. Специалисты называют Н. Ф. Катанова и В. В. Радлова основателями сравнительно-исторического метода в лингвистических исследованиях. «Краткий сагайско-русский словарь» Катанова, составленный ещё в гимназические годы, включал 3090 общеупотребительных лексических единиц, его материалы были положены в основу хакасско-русских словарей 1953 и 2006 годов издания. Катанов-лингвист совмещал изучение восточных языков с собиранием фольклора хакасов, тувинцев, карагасов, сартов, уйгуров и других народов Южной Сибири и Восточного Туркестана, причём с присущей ему аккуратностью паспортизировал каждое сообщение.
В 1921 году Н. Ф. Катанов собственноручно составил список опубликованных им работ, в который включил около 380 библиографических единиц. Однако, по подсчётам А. Каримуллина, в это число следовало также включить около 900 написанных им аннотаций, рефератов, рецензий, а в составленных им каталогах и указателях учтено не менее 7000 названий книг на множестве европейских и азиатских языков. Полностью его рукописное наследие не только не опубликовано, но ещё и частично не выявлено. Только в Национальном архиве Республики Татарстан в личном фонде Катанова хранится 551 дело, включающее переписку, вырезки из газет и прочее. Там же сохранились остатки его библиотеки — 471 единица хранения, в основном учебная литература и словари на арабском, персидском и турецком языках. Документы, связанные с обширной и многосторонней деятельностью учёного, рассеяны по всей России и за её пределами.
По мнению Г. Ф. Благовой, Катанов был достойным учеником В. В. Радлова, но сделался продолжателем единственного направления тюркологический деятельности своего учителя, а именно — собиранию материалов по языку, народной словесности и этнографии современных ему тюркских народов. Сразу после кончины наследие Н. Ф. Катанова анализировалось в центральной и казанской печати, В. А. Гордлевским, А. Н. Самойловичем, Н. М. Покровским, К. В. Харламповичем и другими были изданы содержательные некрологи. Для этих публикаций характерно не только описание многих примечательных фактов его биографии, но и характеристика педагогической и научной деятельности учёного, а также различных аспектов тюркологического наследия Николая Фёдоровича. В. А. Гордлевский в некрологе «Памяти Н. Ф. Катанова» весьма критично подошёл к его наследию:

Катанов только перенял то, что писали другие, а созидательный, творческий элемент у него отсутствует<…>. Неотшлифованные камни клал он для здания тюркологии, но, как говорят османцы, «всякому камню своё место». Историк востоковедения сумеет оценить труд, долгий и бескорыстный, внесший обильный доброкачественный материал по языкам, до Катанова мало обследованным.
Вскоре после смерти Н. Ф. Катанова стараниями властей его имени и научно-общественным заслугам стал придаваться негативный, с точки зрения большевистской идеологии, «контрреволюционный» оттенок. В 1924 году, в связи с поступившими сведениями «о группировке черносотенного элемента в Обществе археологии, истории и этнографии», Татотделом ОГПУ было возбуждено дело против К. В. Харламповича, И. И. Сатрапинского, С. П. Шестакова, В. Ф. Смолина, С. И. Порфирьева, Н. В. Никольского и И. М. Покровского. При этом статья (некролог) И. М. Покровского о Н. Ф. Катанове была названа в «заключительном акте» «характерным образчиком миссионерских тенденций, играющих превалирующую роль в деятельности Совета Общества». Имя же самого, уже покойного к тому времени, Н. Ф. Катанова, как «известного видного миссионера», использовалось для доказательства контрреволюционного характера направленности «Известий Общества археологии, истории и этнографии при Казанском университете» и самого общества.
Несмотря на это, объективные оценки деятельности Н. Ф. Катанова активно использовались в многочисленных публикациях на протяжении ряда последующих лет . Положение резко изменилось в период 1930—1950-х годов, когда количество публикаций о Н. Ф. Катанове сократилось во много раз, а в периодической печати встречались инвективы наподобие «учёного холопа старого режима» (газета «Красная Татария» в 1933 году) или «реакционера в науке» («Учёные записки Хакасского научно-исследовательского института языка, литературы и истории», 1951 год). Научная реабилитация Катанова началась в 1958 году, когда в «Вестнике Академии наук Казахской ССР» увидела свет посмертная статья С. Е. Малова (материалы её относились к 1922 году), а в Абакане был напечатан сборник воспоминаний об учёном, в том числе его дочери Анны Николаевны. К 100-летию Катанова его биографию подготовил известный тюрколог С. Н. Иванов, в дополненном виде она была переиздана в 1973 году. Хакасские учёные продолжали активную деятельность по разработке наследия своего именитого земляка, в 1997 году была опубликована его «Автобиография» (доведённая до 1894 года), составленная для использования в словаре Венгерова.
Новый подъём интереса к наследию Катанова отмечен, начиная с 2000 года, когда в Анкаре увидел свет трёхъязычный (хакасский, русский и турецкий) сборник избранных статей Катанова о саянских тюрках. В 2003 году поэт А. Преловский выпустил двухтомник «Фольклор саянских тюрков XIX века», целиком основанный на материалах Катанова, опубликованных в «Образцах народной литературы тюркских племён». Первый том содержал поэтические переложения Преловского, а во второй том были включены необработанные прозаические материалы.
В 2004 году в Хакасском госуниверситете, носящем имя Н. Ф. Катанова, был подготовлен сборник «Избранные труды о Хакасии и сопредельных территориях» (составитель Угдыжеков С. А.), где содержатся основные произведения тюрколога о хакасской этнографии.
Только в 2011 году были опубликованы дневники путешествия в Туву 1889 года, рукопись которых, подготовленная автором к печати, хранилась в архиве Музея антропологии и этнографии имени Петра Великого (Кунсткамера).
В 2005 году в Казани усилиями Р. М. Валеева и В. Н. Тугужековой (Хакасский научно-исследовательский институт языка и литературы) был проведён международный семинар «Наследие Н. Ф. Катанова: история и культура тюркских народов Евразии», по результатам которого увидели свет сборник трудов (2006 года) и коллективная научная биография «Н. Ф. Катанов и гуманитарные науки на рубеже веков». Во второй половине 2000-х годов в Казани увидели свет несколько книг и статей историка И. Е. Алексеева, в которых особое внимание уделялось деятельности Общества трезвости. Исследователь обратил внимание на необоснованность определения политических взглядов Катанова как «либеральных» («присущих просвещённому инородцу»), напротив, многочисленные факты указывают на консервативные убеждения учёного.
Карл Менгес в 1920-е годы получил полный доступ к архиву восточнотуркестанских текстов, собранных Н. Катановым. Общий его объём составлял 2384 рукописные страницы. Исследователем был отобран ряд текстов, которые увидели свет в изданиях Прусской Академии наук. В 1933 году были опубликованы 33 фольклорных текста, но из-за эмиграции Менгеса из Третьего Рейха, работа надолго застопорилась, хотя ещё в 1936 году второй выпуск (с библиографией Менгеса) был анонсирован под редакцией Дьёрдя Хазаи. В 1943 году ещё 56 текстов были изданы тиражом всего 100 экземпляров, ставших чрезвычайной редкостью. Имя Менгеса не упоминалось в издании, а Катанов как автор проделанной работы, был назван в предисловии. В 1954 году Менгес опубликовал словарь к обоим томам фольклорных текстов. В 1976 году Институт древней истории и археологии ГДР предпринял фототипическое переиздание обоих выпусков Volkskundliche Texte aus Ost-Türkistan aus dem Nachlass von N. Th. Katanov.
В западной историографии внимание к Н. Ф. Катанову оживилось в 2000-е годы. В монографии Р. Джераси опыт Катанова показан как одновременно уникальный и типичный в ситуации русификации; при этом произошло смешение личностной и профессиональной идентификации. Признавая его сторонником русификации и христианизации «инородцев» исследователь цитировал слова Катанова, приведённые в воспоминаниях Заки Валиди:

Из монголов и восточных тюрков на путь востоковедения встали три человека — Доржи Банзаров, Чокан Валиханов и я. Каждый посвятил себя полностью русской литературе. Я отрёкся от шаманства и стал христианином, служу их науке. Чокан и Доржи умерли от водки, не достигнув и 35 лет, ибо наши русские коллеги ничему, кроме выпивки, нас не научили. Ты будешь четвёртым человеком в этой среде, но будь осторожен. Культурная среда, где я родился и вырос, не является столь мощной, как мусульманство, бытие нашего народа плачевно, да и в русской среде мы остались чужими.
В монографии Агнес Нилуфер Кефили приводились примеры цензорской деятельности Н. Ф. Катанова в отношении учебных пособий для новометодных медресе в 1910 году. Его резкой критике подверглись фрагменты текстов Максуди и Карими, в которых утверждалось, что Адам и Ева жили в окрестностях Мекки, Адам похоронен в Индии, а распят был не Иисус, а Иуда. Его негодование вызвали также рекомендации по омовению половых органов при приготовлении к намазу. В результате было принято решение использовать данные пособия только для старших учеников, которые уже получили курс европейских наук на русском языке, и выработали у себя «критическое мышление».

## Увековечивание памяти

Памятник Николаю Фёдоровичу Катанову в Абакане. Открыт в 2007 году

Памятник в селе Аскиз, открытый 20 мая 2022 года

28 сентября 1987 года на базе музея Аскизской средней школы был создан Аскизский общественный краеведческий музей имени Н. Ф. Катанова (ныне — Аскизский районный краеведческий музей имени Н. Ф. Катанова). 10 августа 1994 года постановлением Президиума Верховного Совета и Совета Министров Республики Хакасия имя Н. Ф. Катанова было присвоено Хакасскому государственному университету (ХГУ). В том же году Верховным Советом республики была учреждена Государственная премия имени Н. Ф. Катанова, которой награждаются наиболее выдающиеся учёные. С этого же времени в ХГУ имени Н. Ф. Катанова проводятся традиционные «Катановские чтения».
В 1996 года Советом Министров Республики Хакасия были выпущены суррогатные деньги номиналом 5000 рублей, получившие в народе название «катановки» из-за помещённого на реверсе банкноты портрета учёного.
В 2005 году в Казани Школьный переулок, в котором жил Н. Ф. Катанов, был официально переименован в Катановский (до революции он уже неофициально носил это название). «Международная независимая ассоциация трезвости» (МНАТ) предложила также установить в городе памятник Катанову, восстановить его дом, разместив там «Музей трезвости». 26 октября 2007 года в Абакане на проспекте В. И. Ленина (в сквере рядом с ХГУ имени Н. Ф. Катанова) был установлен памятник Н. Ф. Катанову работы красноярского скульптора Константина Зинича. Учёный запечатлён в бронзе во весь рост, с книгой в руке. Открытие памятника стало частью последнего юбилейного блока — Дней хакасской письменности и культуры. 9 августа 2011 года было принято Постановление Правительства Республики Хакасия № 507 «Об объявлении 2012 года в Республике Хакасия Годом Н. Ф. Катанова», в котором, в частности, отмечается «огромное значение личности и научной деятельности востоковеда-тюрколога Николая Фёдоровича Катанова для развития культуры и науки Республики Хакасия». Этим же постановлением был утверждён «План мероприятий по проведению в 2012 году в Республике Хакасия Года Н. Ф. Катанова». 20 мая 2022 года в селе Аскиз, на берегу одноимённой реки, напротив здания местной администрации, был торжественно открыт памятник Н. Ф. Катанову.

## Основные труды Н. Ф. Катанова
Более полную библиографию см.: Научное наследие. Хакасский гос. университет им. Н. Ф. Катанова. Архивировано 17 февраля 2015 года.
- Отчёт о поездке в Восточную Сибирь, Монголию и северный Китай в 1890 и 1891 гг. // Живая старина. — СПб., 1892. — С. 111—122, 134—137.
- Сагайские татары Минусинского округа Енисейской губернии // Живая старина. — 1893. — Вып. 4, ч. III. — С. 559—570.
- Письма из Сибири и Восточного Туркестана / Предисловие Радлова В. В. // Записки Имп. Императорской Академии наук. — 1893. — Т. XXIII. — С. 1—114.
- Среди тюркских племён // Известия Имп. Рус. Географического Общества. — 1893. — Т. XXIX. — С. 519—541.
- Качинская легенда о сотворении мира (Записана в Минусинском округе Енисейской губернии на качинском наречии тюркского языка 2 июня 1890 г.) // ИОАИЭ. — 1894. — Т. XII, вып. 2. — С. 185—188.
- О погребальных обрядах у тюркских племён с древнейших времён до наших дней // ИОАИЭ. — 1894. — Т. XII, вып. 2. — С. 109—142.
- Народные приметы и поверья бельтиров // Деятель. — 1896. — № 8. — С. 424—425.
- О поездке действительного члена Общества археологии, истории и этнографии Н. Ф. Катанова в Минусинский округ Енисейской губернии // ИОАИЭ. — 1897. — Т. XIX, вып. 2. — С. 219—221.
- Отчёт о поездке, совершенной с 15 мая по 1 сентября 1896 года в Минусинский округ Енисейской губернии // Учёные записки Казанского университета. — 1897. — Т. 64, кн. III. — С. 1—50.
- Материалы к изучению казанско-татарского наречия. Ч. 1: Образцы книжной и устной литературы казанских татар // Учёные записки Казанского университета. — 1897, кн. 12, приложение, — С. 1—32.
- s:Предание тобольских татар о грозном царе Тамерлане // Ежегодник Тобольского губернского музея : сборник. — Тобольск, 1898. — Вып. IX. — С. 50—52.
- Винокурение у абаканских татар Енисейской губернии // Деятель. — 1899. — № 8/9. — С. 312—314.
- Народные способы лечения у сагайцев (Минусинского уезда Енисейской губ.) // Деятель. — 1899. — № 10. — С. 394—395.
- Материалы к изучению казанско-татарского наречия. Ч. 2: Русский перевод образцов книжной и устной литературы казанских татар // Учёные записки Казанского университета. — 1899. — Кн. 5—6. — С. 1—113.
- Отчёт о поездке в Минусинский уезд Енисейской губернии, совершенный летом 1899 года // Учёные записки Казанского университета. — 1901. — Т. 63, кн. V—VI. — С. 1—58.
- Опыт исследования урянхайского языка с указанием главнейших родственных отношений его к другим языкам тюркского корня. — Казань, 1903. — XLII, 487, LX с.
- О религиозных войнах учеников шейха Багаутдина против инородцев Западной Сибири // Учёные записки Казанского университета. — 1903. — Кн. XII. — С. 133—146.
- Наречия урянхайцев, абаканских татар и карагасов // Образцы народной литературы тюркских племён, под ред. В. В. Радлова. Ч. IX. — СПб., 1907. Т. I (тексты), VI+XXXII+68+XLVIII с.; Т. II (переводы), VI+XXV+658 с.
- Предания присаянских племён о прежних делах и людях // Сборник в честь 70-летия Г. Н. Потанина. — СПб., 1909. — С. 265—288.
- Обработка сочинения писателя XVII в. Н. Г. Спафария «Описание первыя части вселенныя, именуемой Азия, в ней же состоит Китайское государство с прочими его городы и провинции». — Казань, 1910. — LVI, 271 с.
- Краткий татарско-русский словарь в транскрипциях арабской и русской в объёме I части учебника М. Ф. Каримова «Тарихи анбия (история пророков)». — Казань, 1912. — XXIV, 265 с. (литография).
- Восточная хронология. Из курса лекций, читанных в Северо-восточном археологическом и этнографическом институте в 1918—1919 учебн. году. — Казань, 1920. — 240 с.
- Volkskundliche Texte aus Ost-Türkistan. I. — (Sitzungsberichte der Berliner Akademie der Wissenschaften, XXXII.). — Berlin, 1933.
- Volkskundliche Texte aus Ost-Türkistan. II. Aus dem Nachlaß von N. Th. Katanov herausgegeben. — (Als Manuskript getruct). — Berlin, 1943.
- Хакасский фольклор (Из книги «Образцы народной литературы тюркских племён», т. IX. СПб., 1907). — Абакан, 1963. — 163 c.
- Николай Фёдорович Катанов. Автобиография и библиография / Сост. и ред. доктор истор. наук И. Л. Кызласов. Москва — Абакан, 1997.
- Таллал алған пілiг тоғыстары. Хакас фольклорының паза этнографиязының тексттерi = Избранные научные труды. Тексты хакасского фольклора и этнографии = Bilimsel eserlerinden segneler. Hakas folkloru ve etnografyasi metenleri / Сост. B. H. Тугужекова, B. E. Майногашева. Переводы на хакасский язык B.E. Майногашевой и С. Е. Карачакова. — Анкара, 2000. — 550 с.
- Фольклор саянских тюрков XIX века. Из собрания Н. Ф. Катанова / Сост., переводы, стихотв. перелож, лит. обраб., заключит статья и коммент. А. В. Преловского. В 2 т. — М., 2003. — 576 с. + 624 с.
- Избранные труды о Хакасии и сопредельных территориях / Сост. Угдыжеков С. А. — Абакан: Изд-во ХГУ им. Н. Ф. Катанова, 2004.
- Очерки Урянхайской земли. Дневник путешествия, исполненного в 1889 году / Подг. рукописи, комментарий А. К. Кужугет. — Кызыл, 2011.
- Наследие российской тюркологии XIX в.: «Путешествие по Сибири, Дзунгарии и Восточному Туркестану». Дневник путешествия, совершенного по поручению Императорского Русского Географического Общества в 1890 г. членом-сотрудником оного Н. Ф. Катановым / отв. и науч. ред.: Р. М. Валеев, В. Н. Тугужекова, Д. Е. Мартынов. Введение Р. М. Валеева, Д. Е. Мартынова, Ю. А. Мартыновой и В. Н. Тугужековой. Подг. к изд., сост., комментарии, указатели Д. А. Данькиной, Р. М. Валеева, Р. З. Валеевой, Д. Е. Мартынова, Ю. А. Мартыновой, Ф. Г. Миниханова, М. С. Минеевой, В. Н. Тугужековой. Вступ. статьи А. М. Сибагатуллина, И. Г. Смолиной, И. Р. Гафурова. — Казань: Изд-во «Артефакт», 2017. — 734 с.

## Комментарии
1. ↑  Имеются в виду минусинские или абаканские татары, что было официальным обозначением хакасов до 1917 года[5].
2. ↑  П. И. Кузнецов спонсировал обучение В. И. Сурикова в Академии художеств. Его сын — Иннокентий Петрович Кузнецов-Красноярский (1851—1915) — был членом Общества попечения начального образования, активным сторонником просвещения беднейших классов и коренных народов; именно к нему и обратился Катанов[12].
3. ↑  Иннокентий Каратанов управлял перевалочной базой Кузнецова с конюшнями, складами, амбарами и т. д. Каратанов, сам «инородец» (коми-зырянин), был отцом известного впоследствии красноярского художника — Д. И. Каратанова[16].
4. ↑  В письме от 9 января 1893 года Катанов сообщал Радлову, что снял для себя и жены проходную комнату за 32 рубля в месяц, при этом полиция никак не могла выдать ему паспорт и вид на жительство в столице[44].
5. ↑  По словам К. Явуза — директора Института тюркологических исследований Стамбульского университета, в 1914 году Катанов продал 3500 томов, и ещё столько же передала в Стамбул его вдова в 1922 году. В числе них были библиографические редкости: «Грамматика арабского языка» (Лондон, 1862), «Грамматика турецкого языка» (Лондон, 1832), «Грамматика персидского языка» (Лондон, 1783), «История Персии» (Лондон, 1921) и др. Имелись и уникальные рукописи XIII века авторов Медима (1255), Османа Нурса (1290), Пертева Пазы (1256)[94].
6. ↑  Точной датой кончины должно считаться 9 марта 1922 года. В книге казанского ЗАГСа сохранилась запись №335 (ГБУ «Государственный архив Республики Татарстан». Ф. Р-6672. Оп. 2. Д. 246. Л. 86—86об), в которой указана дата смерти профессора Николая Катанова — 9 марта, и причина смерти: «гнойный плеврит после операции»[105]
7. ↑  В акте о смерти указан последний адрес учёного: Казань, переулок 3-й гимназии, дом 3, квартира 4[107]. В фонде Хакасского национального краеведческого музея имени Л. Р. Кызласова хранится недатированная визитная карточка Н. Ф. Катанова, в которой указан более ранний адрес: «Казань, Ново-Комиссариатская улица, дом Ранненгейма»[137].